# Srbská stezka
Srbská stezka, jinak nazývaná také chlumecká (německy Kulmer Steig, doslova Chlumecké stoupání), byla zemská cesta vedoucí z dnešní Prahy přes Doksany, Lovosice, Řehlovice, Chabařovice a Chlumec do Míšeňska a na Drážďany. Krušné hory překonávala v místě zvaném Nakléřovský průsmyk nebo též Nakléř.
V průběhu raného středověku získala Srbská stezka význam i vojenský, kdy jí do Čech jako ze severního nástupního směru přicházela cizí vojska. Pravděpodobně již Dagobert I. táhl touto stezkou Sámovou říší (historici se přou, zda se dostal na dnešní české území). Dále pak roku 805 při vpádu vojsk Karla Velikého, který vyvrcholil bitvou na Canburgu, další raně středověký útok byl vpád Oty Velikého v roce 950. Při stezce pod úpatím Krušných hor byly v historii svedeny celkem tři bitvy u Chlumce (v letech 1040, 1126 a 1813), které všechny dopadly porážkou pronikajícího vojska.
V trase srbské stezky je dnes vedena dálnice D8, která Krušné hory překonává dvojicí tunelů Libouchec a Panenská.